# The Blind Banker
The Blind Banker is de tweede aflevering van het eerste seizoen van de televisieserie Sherlock, die voor het eerst werd uitgezonden op 1 augustus 2010.

## Verhaal
De aflevering begint met een kennismaking met een Chinese medewerkster in een museum. We komen nog weinig te weten over haar. Wel zien we dat zij een standbeeld met een doek erover tegenkomt en erg schrikt wanneer ze het doek wegtrekt. Een oude studiegenoot van Holmes, die inmiddels een hoge positie bij een bank heeft, roept zijn hulp in bij een nogal vreemde inbraak. In een van de kantoren heeft iemand twee vreemde tekens in gele verf achtergelaten. Door de plaatsing van de pilaren op de verdieping ontdekt Holmes dat deze tekens (die volgens Holmes een boodschap zijn) maar voor een select aantal mensen bedoeld kan zijn. Ook het tijdstip waarop het was achtergelaten helpt bij de eliminatie. Holmes en Watson gaan naar het appartement van Eddie Van Coon, een bankier, die dood in zijn slaapkamer blijkt te liggen. Holmes krijgt te maken met een andere inspecteur die niet zoveel vertrouwen in hem heeft als Lestrade, Dimmock. Deze inspecteur denkt dat het zelfmoord was, omdat de deuren aan de binnenkant op slot waren gedaan, maar Holmes concludeert dat dit door verscheidene redenen niet zo kan zijn.
Hierna zien we hoe een andere man op de vlucht is voor iets of iemand. Hij sluit zichzelf in zijn woning, maar als hij zich omdraait, schrikt ook hij ergens van. We schakelen weer naar het museum, waar een andere medewerker te horen krijgt dat de Chinese, Soo Lin Yao, ontslag heeft genomen. Hij gaat naar Soo Lins woning, waar niet open wordt gedaan. Hij laat een briefje voor haar achter. Vervolgens zien we Watson solliciteren bij een huisartsenpost, waar hij Sarah Sawyer ontmoet. Holmes heeft inmiddels de dood van de man die we zojuist gezien hebben, journalist Brian Lukis, ontdekt. Hij geeft dit door aan Dimmock en weet zo een bezoekje aan Lukis' appartement te ontfutselen. Door een boek dat hij daar vindt, gaan Watson en Holmes naar een bibliotheek, waar ze precies dezelfde tekens als in het kantoor tegenkomen. Holmes vraagt om advies over de tekens en de verf aan een getalenteerde graffiti kunstenaar, die voor hem rond zal kijken. Watson wordt betrapt met een spuitbus in zijn hand, en wordt gedagvaardigd. Inmiddels heeft Holmes het plan opgevat om door middel van de agenda's van Van Coon en Lukis hun stappen op de dagen van hun dood te traceren, en zo komen Watson en Holmes allebei uit bij de winkel 'The Lucky Cat' in Chinatown. Hier ontdekken ze de betekenis van de tekens: het is een oud, Chinees nummersysteem. De tekens in het kantoor en de bieb staan voor de nummers 1 en 15. Holmes en Watson ontdekken dat Van Coon en Lukis waarschijnlijk smokkelaars waren en vermoord zijn omdat een van hen iets heeft gestolen. Holmes ziet een Gouden Gids staan bij de deur van Soo Lin Yao's appartement (dat naast The Lucky Cat zit). Hij concludeert door de vochtigheid van de gids dat er al een paar dagen niemand is geweest, en breekt in haar woning in. Hier wordt hij bijna gewurgd door (waarschijnlijk) de moordenaar van Van Coon en Lukis. Helemaal hees doet Holmes de deur open voor Watson, en ontdekt dan het papiertje dat door Soo Lins collega is achtergelaten. Ze gaan naar het museum en ontdekken daar het standbeeld, waar dezelfde tekens op gespoten zijn.
De graffitist zoekt Holmes weer op. Hij heeft wat gevonden. Holmes en Watson gaan zelf op zoek naar meer tekens, en Watson ontdekt een hele muur met heel veel verschillende tekens. Hij maakt er een foto van. Holmes en Watson weten zich geen raad met wat de nummers betekenen, en gaan daarom op zoek naar Soo Lin, die volgens hen het antwoord heeft. Ze komen erachter dat Soo Lin nog steeds in het museum moet zijn, omdat het onderhoud van haar theepotten is bijgehouden. Soo Lin bekent aan Holmes en Watson dat zij en haar broer vroeger gewerkt hebben voor een criminele organisatie genaamd The Black Lotus. Soo Lin stapte uit het smokkelaarsvak en vertrok naar Engeland, waar ze een baan in het museum kreeg. Haar broer bleef echter voor de organisatie werken, en is degene die Van Coon en Lukis vermoord heeft. Ook vertelt ze hen dat de nummers deel uitmaken van een boekcode - de nummers staan voor een pagina en woord in een bepaald boek. Het gesprek wordt onderbroken door geluiden. Holmes rent weg en speelt een kat-en-muisspel met Soo Lins broer. Watson laat Soo Lin uiteindelijk alleen om Holmes te gaan helpen, maar Soo Lins broer is al bij haar en schiet haar dood. Holmes en Watson gaan naar Dimmock, die nog steeds niet wil geloven dat de moorden aan elkaar gerelateerd zijn. Holmes flirt met Molly Hooper, een medewerkster van het mortuarium van St Bartholomew's Hospital, om te zorgen dat ze de lichamen van Van Coon en Lukis nog eens kunnen zien. Beiden blijken dezelfde tatoeage als Soo Lin te hebben, indicerend dat beide lid waren van dezelfde criminele organisatie. Holmes vraagt Dimmock hem alle boeken van beide heren te brengen, zodat ze kunnen ontdekken op welk boek de code is gebaseerd. Watson heeft een date met Sarah van de huisartsenpost, en op aanraden van Holmes gaan ze naar een Chinees circus, dat één avond optreedt. Holmes duikt er ook op, tot afgrijzen van Watson, maar Holmes denkt dat dit circus de dekmantel van The Black Lotus is. De moordenaar is volgens hem iemand die goed kan klimmen, en dat talent is te vinden bij het circus. Tijdens het optreden gaat hij dan ook op onderzoek uit, vindt spuitbussen met gele verf en krijgt het aan de stok met een Chinees. Sarah slaat de man uiteindelijk bewusteloos en het drietal vlucht. Ze keren terug naar Baker Street en Holmes gaat aan de slag met de code, terwijl Watson zijn date met Sarah probeert voort te zetten. Sarah ziet dat twee getallen al zijn vertaald naar woorden, en Holmes concludeert dat Soo Lin dat moet hebben gedaan en daarom het boek moet hebben gehad waar het om draaide. Holmes vliegt de deur uit om terug naar het museum te gaan, op zoek naar het boek. Buiten rent hij Duitse toeristen van hun sokken, die een A-Z London gids bij zich hebben. Holmes realiseert zich dan dat dat het boek is, omdat hij hetzelfde boek bij Van Coon en Lukis heeft gezien. Hij leent het boek van de Duitsers om de rest van de getallen te vertalen. Ondertussen klopt iemand op de deur van Baker Street 221B. Watson doet open in de veronderstelling dat het een voedselbezorger is. Het is echter iemand die hem vraagt of hij 'de schat heeft'. Watson is verward en wordt neergeslagen. Als Holmes de code helemaal heeft vertaald ('Nine mill for jade pin. Dragon den black tramway') , keert hij terug naar zijn woning, die leeg is. Er zijn gele tekens op de ramen achtergelaten.
Dan zien we Watson die vastgebonden op een stoel zit. Ook Sarah is gekneveld. Er is een Chinese vrouw, Generaal Shan, die in de veronderstelling is dat Watson Sherlock Holmes is, en dat hij 'de schat heeft'. Watson heeft geen idee waar ze het over heeft en probeert haar ervan te overtuigen dat hij niet Sherlock Holmes is. Ze gelooft hem niet en onthult een machine die bij de meest geringe aanraking een pijl afschiet, gericht op Sarah. Een zandzak wordt kapot gestoken die langzaamaan een steen naar beneden laat zakken. Dan arriveert Holmes, die probeert Sarah te bevrijden. Net voordat de steen de machine bereikt, weet Watson hem van richting te veranderen en belandt de pijl in een van Shans medewerkers. Shan verdwijnt. Sarah is overstuur, maar het drietal leeft nog.
Holmes keert terug naar de bank, en Van Coons secretaresse blijkt de jade haarpin te hebben. Deze haarpin is negen miljoen pond waard. De aflevering eindigt met Generaal Shan die via een computer spreekt met ene 'M'. Shan wordt doodgeschoten om bekendmaking van de identiteit van haar gesprekspartner te voorkomen.

## Rolverdeling

### Hoofdrol
- Benedict Cumberbatch als Sherlock Holmes
- Martin Freeman als Dokter John Watson

### Gastrol
- Una Stubbs als Mrs. Hudson
- Zoe Telford als Sarah Sawyer
- Louise Brealey als Molly Hooper
- Gemma Chan als Soo Lin Yao
- Al Weaver als Andy Galbraith
- Bertie Carvel als Seb Wilkes
- Daniel Percival als Eddie Van Coon
- Paul Chequer als Detective Inspector Dimmock
- Howard Coggins als Brian Lukis
- Janice Acquah als Museumdirecteur
- Jack Bence als Raz
- John MacMillan als Politieofficier
- Olivia Poulet als Amanda